# Carlos José Ruiseco Vieira
Carlos José Ruiseco Vieira (ur. 20 października 1935 w Medellín) – kolumbijski duchowny rzymskokatolicki, w latach 1983-2005 arcybiskup Cartageny.

## Życiorys
Święcenia kapłańskie przyjął 6 stycznia 1960. 10 grudnia 1971 został mianowany biskupem pomocniczym Barranquilli ze stolicą tytularną Febiana. Sakrę biskupią otrzymał 13 lutego 1972. 28 marca 1977 objął rządy w diecezji Montería. 23 września 1983 został mianowany arcybiskupem Cartageny. 24 października 2005 zrezygnował z urzędu.